# Titanic (pjesma)
Titanic je singl austrijskog pjevača, repera i tekstopisca Falca koji je izdan 1992. te se kao prvi nalazi na njegovom sedmom studijskom albumu Nachtflug. Samu pjesmu su skladala i producirala nizozemska braća Rob i Ferdi Bolland (Bolland & Bolland) s kojima je Falco imao dugogodišnju suradnju.
U jednom interviewu, Falco je izjavio da Titanic neće biti hit kao Rock Me Amadeus. To se međutim pokazalo netočnim, jer je Titanic u Austriji ostvario veliki uspjeh te je tjednima bio na vrhu tamošnjih top ljestvica. Preciznije, singl je čak sedamnaest tjedana bio broj jedan.
Video spot za singl je rađen u jednoj velikoj hali u Beču (koja danas ne postoji) a za snimanje je angažirana domaća filmska produkcijska kuća DoRo Produktion. U njemu Falco stoji na visokom kranu te djeluje kao "kapetan broda".
Na coveru albuma Nachtflug pogrešno je označeno vrijeme trajanja pjesme odnosno 3:56 umjesto 3:33.

## Top-ljestvice
| Godina | Pjesma         | Austrija              | Njemačka               |
| ------ | -------------- | --------------------- | ---------------------- |
| 1992.  | Vienna Calling | 3 (Ö3 Austria Top 40) | 47 (GfK Entertainment) |